# ماته پرونک
ماته پرونک (هلندی: Matthé Pronk؛ زادهٔ ۱ ژوئیهٔ ۱۹۷۴) دوچرخه‌سوار اهل هلند است.